# 1973 في العراق
القوائم التالية للأحداث التي حدثت خلال عام 1973 في الجمهورية العراقية.

## في المنصب
- الرئيس: أحمد حسن البكر
- رئيس الوزراء: أحمد حسن البكر
- نائب الرئيس: صدام حسين

## الأحداث
- حادثة الاعتداء على الصامتة هي حادثة هجوم قامت بها القوات العراقية على مركز الصامتة الحدودي التابع للكويت، تبع الهجوم العراقي توغل القوات العراقية لمسافة ثلاثة كيلو مترات داخل الأراضي الكويتية. وكان ذلك في 20 مارس 1973.

## رياضة
- انطلاق بطولة كأس العراق 1973–74.
- انطلاق بطولة دوري المؤسسات - العراق 1973–74.

## مواليد
- أبو صالح
- أحمد دحام
- أحمد سعداوي
- اقبال عبدالحسين ابوجري ماذي
- أوس الشرقي
- بافيل طالباني
- حسن بلاسم
- حيدر محمود
- خالد صبار
- سؤدد الصالحي
- سما الشيبي
- صاحب عباس
- عباس خضر
- عباس عبيد جاسم
- عصام حمد سالم
- عطوان العطواني
- علي صابر
- فاتن محمود
- قتيبة الجبوري
- قحطان جثير
- مها الدوري
- هشام الهاشمي
- هوزان محمود

## وفيات
- عبد الرحمن البزاز
- ناظم كزار
- هاشم محمد البغدادي
- جميل عبد الوهاب
- حسن عبد الرحمن
- أحمد عدنان حافظ
- حماد شهاب
- باسل الكبيسي
- رياض عبد اللطيف الشهابي
- كمال إبراهيم